# Rivarossa
Rivarossa ist eine Gemeinde in der italienischen Metropolitanstadt Turin (TO), Region Piemont.

## Lage und Einwohner
Rivarossa liegt knapp 27 km nördlich von Turin am kleinen Fluss Malone. Das Gemeindegebiet umfasst eine Fläche von 11 km² und hat 1547 Einwohner (Stand 31. Dezember 2023). 
Die Nachbargemeinden sind Rivarolo Canavese, Oglianico, Front, San Francesco al Campo und Lombardore. 

## Geschichte

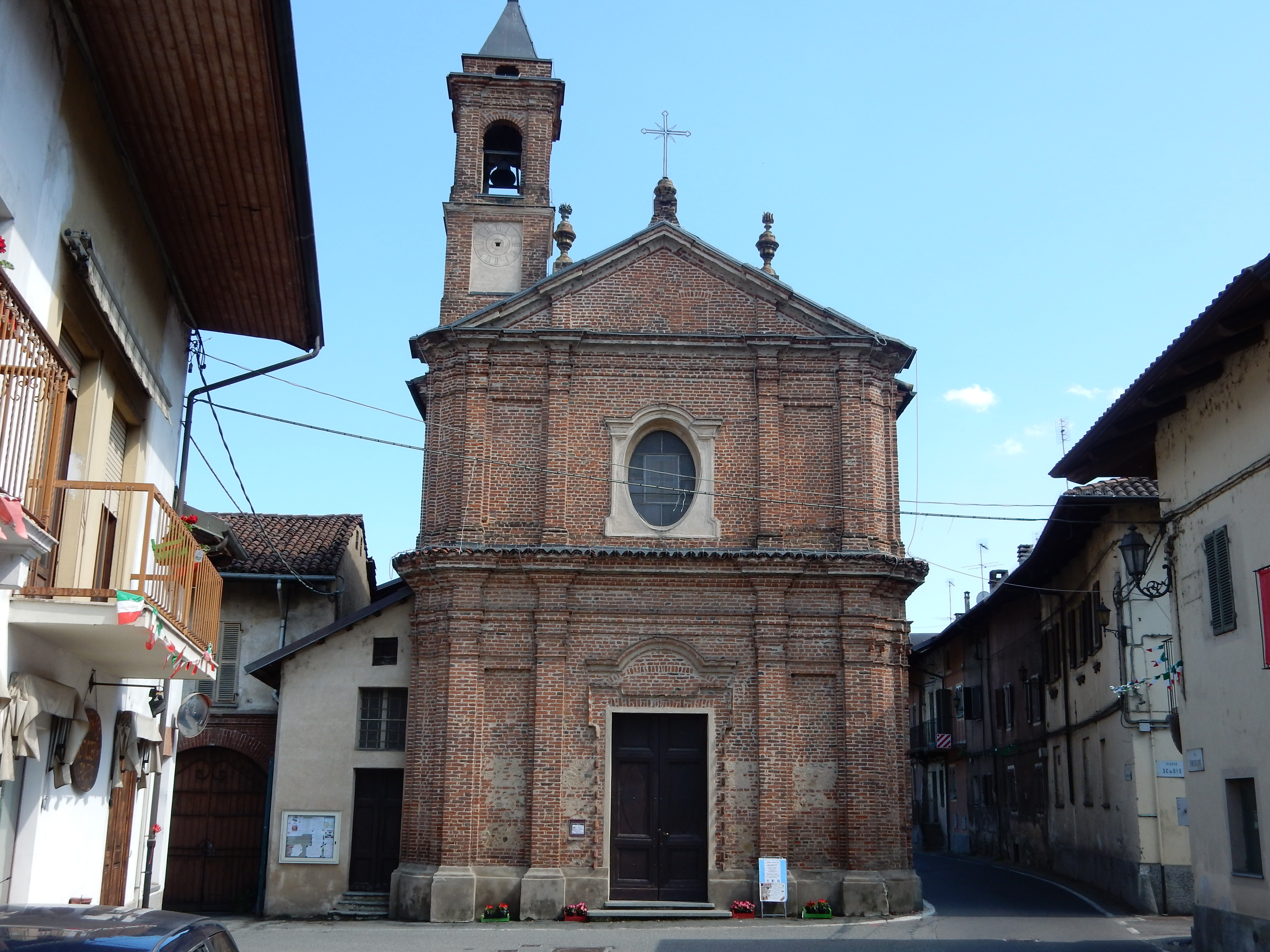
Kirche di San Rocco

Der Ortsname ist bereits im Jahr 1110 mit der Form „Ripaerubeae“ bezeugt, 1350 folgte „Ripparubea“. Die Etymologie hat eine klare Bedeutung und heißt „Das rote Ufer“, auf das sie sich bezieht, ist die Farbe des Landes der Waadtländer, in dem die Stadt in der Antike besiedelt war. 
Die erste Wohnsiedlung geht auf das frühe Mittelalter zurück, als Arduino, Marquis von Ivrea, auf dem Borgallo-Hügel ein Benediktinerkloster gründete. Dies trug wahrscheinlich zur Entwicklung der bereits bestehenden Siedlung bei, dank der Siedler, die dort ankamen, um das Land der Mönche zu bearbeiten. Im 12. Jahrhundert wurde das Lehen zwischen den Familien San Martino und Valperga aufgeteilt, die zu Protagonisten von Plünderungen und Verwüstungen wurden. Die blutigen Übergriffe lösten einen Aufstand der Plebs gegen den örtlichen Adel aus. Weitaus schrecklichere Invasionen ereigneten sich im 16. Jahrhundert durch französische und spanische Truppen und führten zur Zerstörung der Mauern und Befestigungen des Ortes. Ein Zeugnis ihrer Vergangenheit ist das historisch-architektonische Erbe, zu dem sie gehören, die Burg Valperga, die noch immer den oberen Teil der Siedlung dominiert und von ihrer langen und bewegten Geschichte zeugt, die Pfarrkirche Santa Maria Maddalena, die im 17. Jahrhundert auf dem Borgallo-Hügel erbaut wurde und einen bereits bestehenden Tempel ersetzte und die Kirche San Rocco aus der Mitte des 18. Jahrhunderts, die sich durch ihre Nüchternheit und Eleganz auszeichnet architektonische Linien.